# Kurzfilm Festival Hamburg

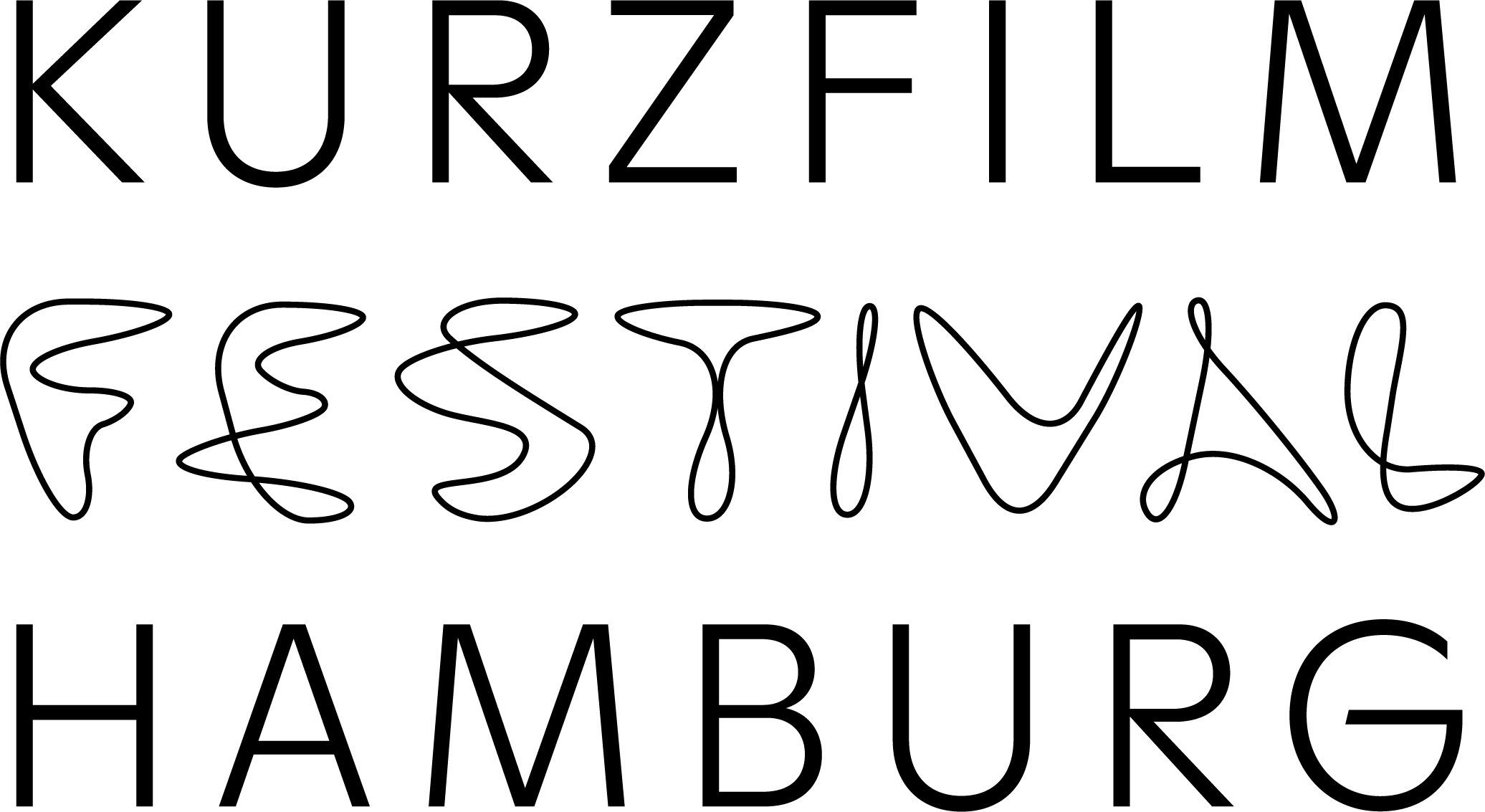
Logo des Kurzfilm Festivals Hamburg

Das Kurzfilm Festival Hamburg (KFFH) ist eine Veranstaltung der Kurzfilm Agentur Hamburg e. V. (KFA). Es wurde 1985 als NoBudget-Kurzfilmfestival gegründet, hat seit 1994 seinen heutigen Namen und findet jährlich im Juni statt. Das IKFF hat zusammen mit der KFA die Verbreitung des Kurzfilms als eigenständige Kunstform zum Ziel und es bietet dazu ein internationales Forum (= Veranstaltungen und Orte), um Kontakte zwischen Künstlern, Produzenten, Verwertern und dem Publikum zu ermöglichen.
In mehreren internationalen, nationalen und lokalen Wettbewerben werden aktuelle Kurzfilme meist unabhängiger Filmemacher gezeigt. Zudem werden Sonderprogramme präsentiert, die einen genaueren Blick auf ausgewählte Themen lenken. Sie reichen von gesellschaftlichen oder ästhetischen Beobachtungen über Werkschauen bis zu regionalen Schwerpunkten. Darüber hinaus gibt es Branchenseminare, Workshops, Informationsveranstaltungen, Open-Air-Screenings, filmische Nachtwanderungen (A Wall is a Screen) und Tanznächte im festivaleigenen Club.
Ein Teilprojekt der Kurzfilm Agentur Hamburg e. V., speisen die über 6.000 Wettbewerbseinreichungen des Festivals das Archiv der KFA, das die filmbezogenen Angaben in Adress- und Filmdatenbanken erfasst und für Recherchezwecke zur Nutzung bereithält.

## Hamburger Kurzfilmpreis
Der Hamburger Kurzfilmpreis wird von einer Jury im internationalen Wettbewerb vergeben. Er ist mit 3000 Euro dotiert.
| Festivaljahr | Filmtitel                                 | Regie                         | Produktionsland                 |
| ------------ | ----------------------------------------- | ----------------------------- | ------------------------------- |
| 1992         | Don’t Be Afraid                           | Vera Neubauer                 | Vereinigtes Königreich          |
| 1993         | World of Glory / Passage à l'acte         | Roy Andersson / Martin Arnold | Schweden / Österreich           |
| 1994         | Eating out                                | Pål Sletaune                  | Norwegen                        |
| 1995         | The Smell of Burning Ants                 | Jay Rosenblatt                | Vereinigte Staaten              |
| 1996         | Reconstruction / National Achievement Day | Laurence Green / Ben Hopkins  | Kanada / Vereinigtes Königreich |
| 1997         | Flatworld                                 | Daniel Greaves                | Vereinigtes Königreich          |
| 1998         | Blight                                    | John Smith                    | Vereinigtes Königreich          |
| 1999         | De Zone                                   | Ben van Lieshout              | Niederlande                     |
| 2000         | Pugalo                                    | Alexander Kott                | Russland                        |
| 2001         | Field                                     | Duane Hopkins                 | Vereinigtes Königreich          |
| 2002         | Best Man                                  | Becky Brazil                  | Vereinigtes Königreich          |
| 2003         | The Most Beautiful Man in the World       | Alicia Duffy                  | Vereinigtes Königreich          |
| 2004         | Two Cars, One Night                       | Taika Waititi                 | Neuseeland                      |
| 2005         | After the Rain                            | Dusan Gligorov                | Russland                        |
| 2006         | o. T.                                     | Anna Berger                   | Deutschland                     |
| 2007         | The Tube with a Hat                       | Radu Jude                     | Rumänien                        |
| 2008         | Puppet Boy                                | Johannes Nyholm               | Schweden                        |
| 2009         | Lost World                                | Gyula Nemes                   | Ungarn                          |
| 2010         | A Perm                                    | Lee Ran-hee                   | Südkorea                        |
| 2011         | Pour toi je ferai bataille                | Rachel Lang                   | Belgien                         |
| 2012         | Bahari                                    | Ahmed Ghoneimy                | Ägypten                         |
| 2013         | 2012                                      | Makino Takashi                | Japan                           |
| 2014         | Sun Song                                  | Joel Wanek                    | Vereinigte Staaten              |
| 2015         | Brouillard – Passage #14                  | Alexandre Larose              | Kanada                          |
| 2016         | Ears, Nose and Throat                     | Kevin Jerome Everson          | Vereinigte Staaten              |
| 2017         | Foyer                                     | Ismaïl Bahri                  | Frankreich                      |
| 2018         | Flores                                    | Jorge Jácome                  | Portugal                        |
| 2019         | Past Perfect                              | Jorge Jácome                  | Portugal                        |
| 2020         | Sun Dog                                   | Dorian Jespers                | Belgien / Russland              |
| 2021         | This Day Won’t Last                       | Mouaad el Salem               | Belgien / Tunesien              |
| 2022         | Handbuch                                  | Pavel Mozhar                  | Deutschland / Belarus           |